# Anninskij rajon
L'Anninskij rajon (in russo Аннинский район?) è un rajon dell'Oblast' di Voronež, in Russia; il capoluogo è Anna. Istituito nel 1928, ricopre una superficie di 2.090 km².